# Ordine supremo al merito di Kedah
L'Ordine supremo al merito di Kedah è un ordine cavalleresco del sultanato di Kedah.

## Storia
L'ordine è stato fondato il 30 ottobre 1952 o il 17 novembre 1953 per premiare le persone che hanno svolto azioni meritorie, con piena responsabilità per la nazione per un determinato numero di anni. Esso è conferito a persone di alta posizione e può essere detenuto solo da tre persone contemporaneamente ed è raramente conferito.

## Classi
L'ordine dispone dell'unica classe di membro che dà diritto al post nominale DUK.

## Insegne
- Il nastro è giallo con bordi verdi.